# Ophiothrix smaragdina
Ophiothrix smaragdina är en ormstjärneart som beskrevs av Studer 1882. Ophiothrix smaragdina ingår i släktet Ophiothrix och familjen Ophiothrichidae. Inga underarter finns listade i Catalogue of Life.